# Antoine Mattei
Antoine Mattei (Scolca, 23 marzo 1917 – Marsiglia, 31 maggio 1981) è stato un militare francese.
Ha fatto la sua carriera interamente nella Legione straniera francese.

## Biografia
Nato a Scolca, paese dell'Alta Corsica, nel 1938 cominciò la sua carriera militare entrando nell'École spéciale militaire de Saint-Cyr da cui uscì con il grado di tenente. 
Partecipò alla Battaglia di Francia nel 1940 nel corso della quale venne fatto prigioniero dai tedeschi e venne liberato solo nel 1945, rientrando subito nella Legione straniera.
Nel 1946 venne inviato in Indocina nel 3º Reggimento straniero d'infanteria e combatté la battaglia di Cao Bằng contro i Viet Minh nel 1948-1949.
Lasciò l'Indocina nel 1952 con il grado di capitano e venne aggregato alle Compagnies méharistes sahariennes, che erano i meharisti nell'Algeria francese fino al 1955.
Nell'Algeria francese partecipò alla Guerra d'Algeria nel 1º Reggimento straniero d'infanteria fino al 1957, poi nel 4° fino al 1959 e di nuovo nel 1° fino al 1961.
Terminò la carriera nel 1961 con il grado di Tenente colonnello e in seguito ricevette l'onorificenza di Cavaliere della Legion d'onore.
Viene citato nel libro dello scrittore Paul Bonnecarrère Par le sang versé, La Légion étrangère en Indochine del 1968 e in quello di Oliver Orban del 1975 Tu survivras longtemps.